# Вознесенское кладбище (Яранск)

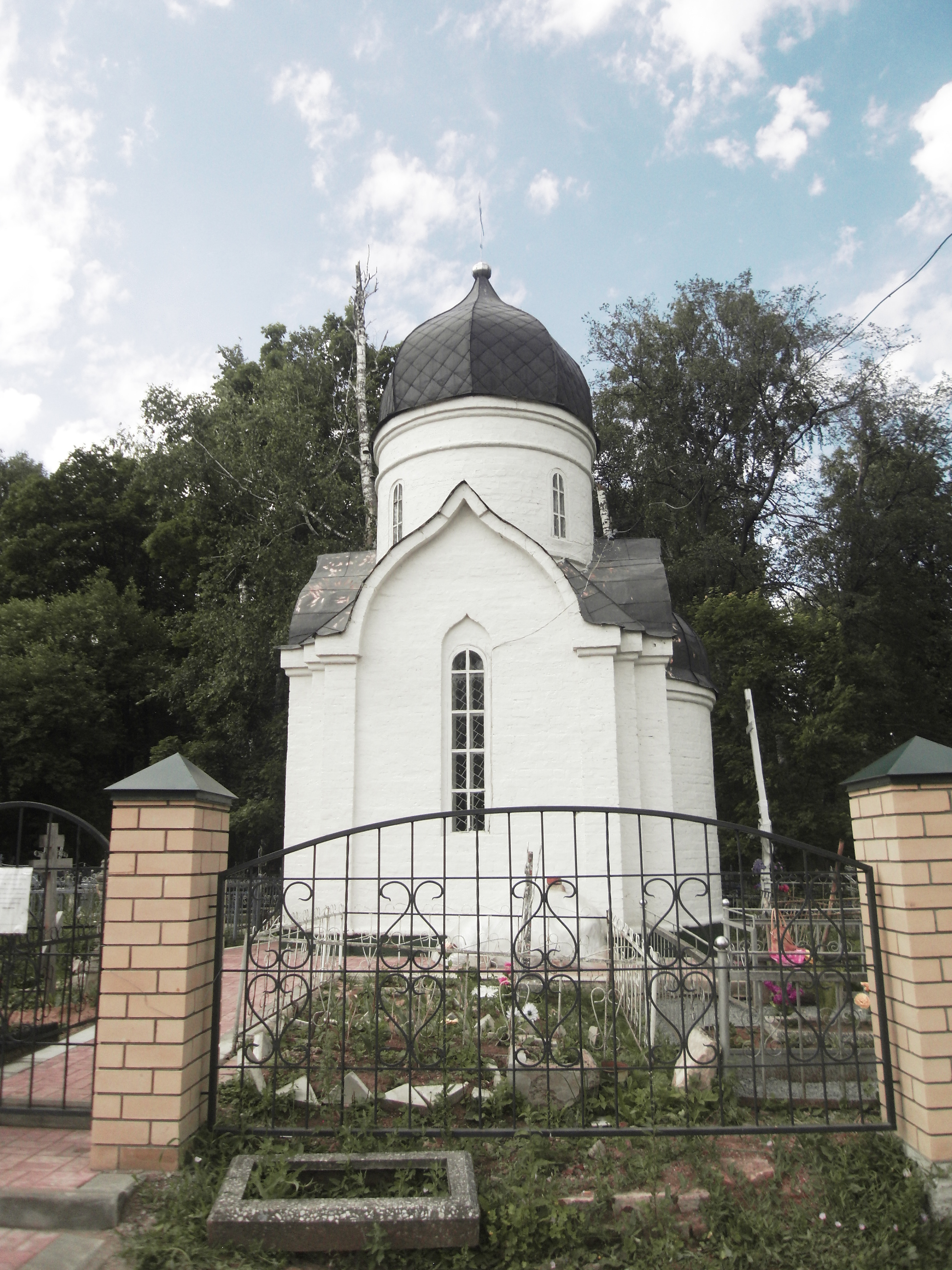
Часовня Святого Матфея Яранского

Вознесе́нское кла́дбище — самое старое из существующих кладбищ в Яранске, Кировская область, Россия. Одно из самых известных местных мест паломничества в Волго-Вятском регионе.

## История
В рамках екатерининской городской реформы вокруг крупных городов стали создаваться распланированные кладбища. Основано в 1781 году. Стало «новым» по отношению к «старому» Благовещенскому кладбищу бывшего Яранского Вознесенского монастыря. Бывшая монастырская деревянная Вознесенская церковь была разобрана, а кладбище при ней закрыто. На территории монастыря осталась только каменная Благовещенская церковь. Взамен старого погоста за городом по кукарскому тракту основан новый с перенесением сюда из монастыря и возведением в камне Вознесенской церкви. В 1806 году кладбище огорожено деревянным забором с кирпичными столбами и кирпичными же главными въездными воротами с иконой над пролётом.
В середине XIX века расположение необходимого дома на нужной стороне продольных улиц города путём направления движения по улице «по левой/правой стороне улицы, если ехать от нового кладбища к старому» или наоборот.
Через дорогу от главного входа до 1950-х гг. находились иноверческое (еврейское) и татарское кладбища, позже на их месте расположились гаражи. В 2013 отреставрированы Главные ворота кладбища, старая ограда дореволюционной постройки полностью снесена и заменена новой, в которой сделана новая калитка и оформлен брусчаткой проход к часовне Матфея Яранского, Центральная площадка также была вымощена брусчаткой.
На основании решения Яранской городской думы от 30 июня 2010 года захоронения на старом Вознесенском кладбище были прекращены.

## Известные люди, которые были похоронены на Вознесенском кладбище

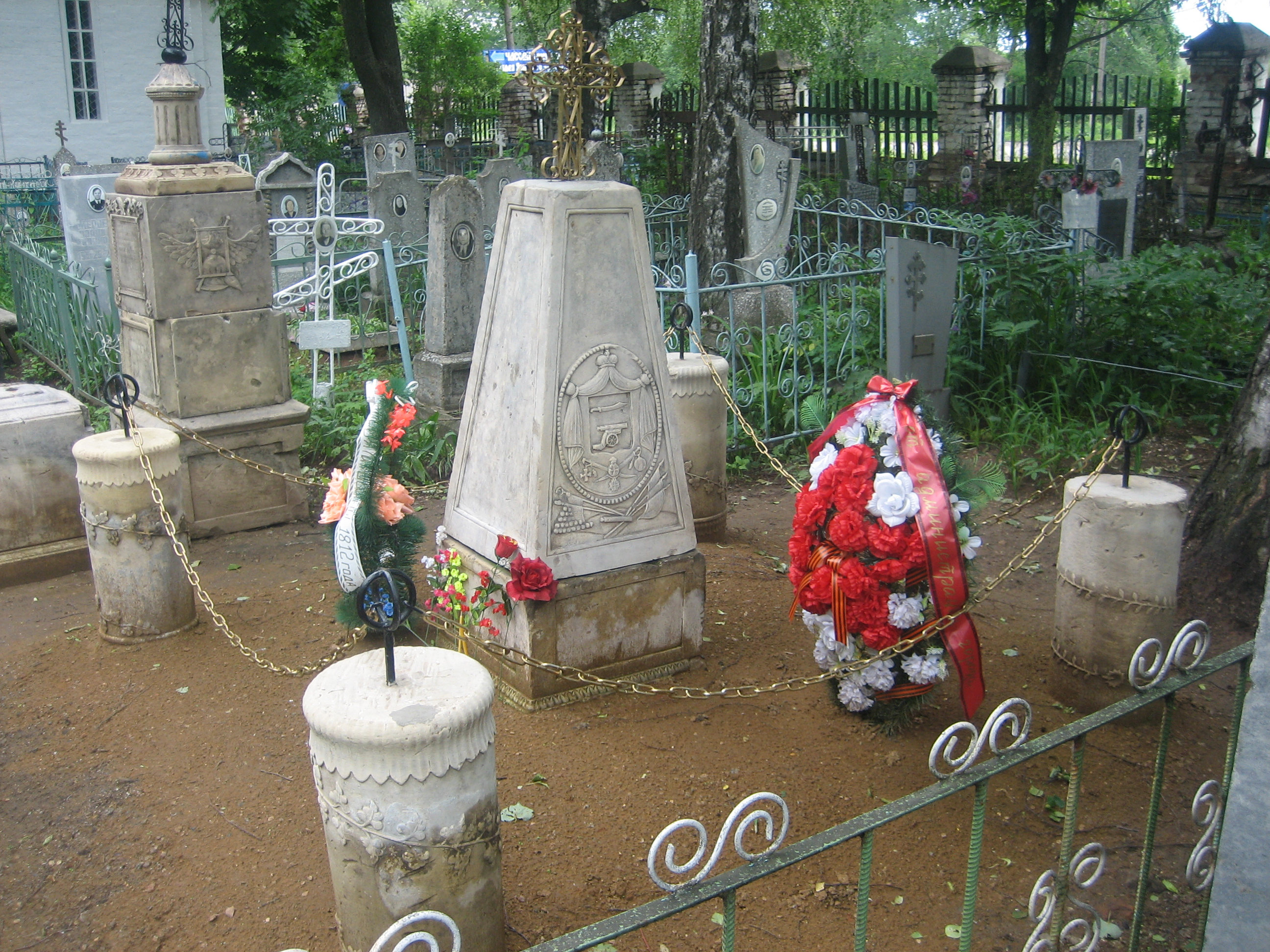
Памятник яраничам-героям Отечественной войны 1812 года

Самым известным похороненным на кладбище является местночтимый святой Матфей Яранский, над могилой которого в 1990 построена часовня (в 2015 году мощи были вновь обретены и перенесены в Троицкую церковь). Среди других усопших, погребенных на этом погосте известные яранские купеческие династии Носовых, Горевых, Унжениных, Рощиных, Крутовских, Соломиных и др.
- Колчин, Михаил Иванович (1883—1934) — первый председатель Яранского уездного исполкома.
- Кропинов, Григорий Емельянович (1894—1919) — первый комиссар продовольствия Яранского уезда.
- Кутюков, Михаил Иванович (1922—1998) — советский и российский журналист и краевед.
- Носов, Иван Дмитриевич (1801—1883) — яранский купец 1-й гильдии.
- Соломин, Николай Михайлович (1834—1882) — русский иконописец.
- Соломин, Пётр Михайлович (1839—1871) — русский поэт и педагог.
- Стародумов, Николай Павлович (1856—1941) — член IV Государственной думы от Вятской губернии.
- Черепанов, Сергей Митрофанович (1890—1931) — большевик, организатор Советской власти в Яранском уезде.

## Памятники архитектуры
- Часовня Святого Матфея Яранского (1990)
- Вознесенская церковь (1793, не сохранилась)

## Адрес
612260 Россия, Яранск, ул. Северная